# 弗朗西斯科·埃爾南德斯·德·科爾多瓦 (尤卡坦征服者)
法蘭西斯科·赫南德茲·德·哥多華（西班牙語：Francisco Hernández de Córdoba，？—1517年）是一名欧洲文艺复兴时期的航海家。他曾参加征服古巴的探险活动，后指挥继续深入尤卡坦地区，成为首位与玛雅人建立联系的欧洲人。他猎捕美洲当地的居民为奴隶。

## 生平

### 远征
德·哥多華在古巴定居，而且成为一个相当富有的移民。过了一段时间后古巴总督迭戈·贝拉斯克斯·德·奎利亚尔允许他在今天洪都拉斯海岸前的瓜納哈島上捕捉奴隶。这个岛是1502年7月30日克里斯托弗·哥伦布发现的。历史学家对他远征的目的有争议，至今为止不清楚他的目的仅仅是去捕捉奴隶还是德奎利亞爾授命他去为西班牙王室发现和占领新的地域。认为他的实际任务是去为西班牙发现和占领新领地的证据之一是他舰队的主舵手是一名非常有经验的航海家安东·德·阿拉米诺斯。1502年到1504年间德·阿拉米诺斯曾经是哥伦布最后一次远征时的舵手，1513年他伴随胡安·庞塞·德·莱昂发现佛罗里达。在佛罗里达他是第一名注意到当地有一股非常强烈的海流的人，后来这个海流被称为墨西哥灣暖流。

#### 发现尤卡坦
1517年2月8日德·哥多華带领三条船，共110人，离开古巴。参加这次远征的人里有貝爾納爾·迪亞斯·德爾卡斯蒂略，德爾卡斯蒂略后来参加埃爾南·科爾特斯政府墨西哥的战役并写了一本关于这次行动的书。由于风暴船队迷路，最后来到尤卡坦半岛卡多切角附近海岸。德·哥多華在远处看到巨大的岩石建筑和一座有城墙保护的城市，他把这座城市叫“大开罗”。虽然他本人肯定从来没有到过开罗也没有看到过金字塔，但是他看到的建筑使得他联想到埃及开罗附近的吉薩金字塔群了。
1517年3月4日一些当地人打和平的手势和带友好态度滑独木船靠近德·哥多華的船。由于双方都不懂对方的话，对话非常困难。据没有确证的报道这次西班牙人和玛雅人的第一次聚会也是尤卡坦半岛名称的来源。据说西班牙人问这个地方叫什么名字，玛雅人回答说：“Yuk ak katán”（或者“Ma’ k u’uyik a t’àani’”），意思是：“我不懂你的话。”

#### 卡多切角冲突
尽管这个第一次相会气氛友好，双方互相赠送礼品，但是西班牙人怀疑对方的诚意。因此他们在登陆的时候带了许多武器。西班牙人的担忧被证明是有理的。一大群当地人在海岸等待他们并随他们进城。他们在那里遭到埋伏。当地人用箭和矛攻击他们，但是西班牙人的武器先进，他们用弩、鉤銃和佩剑回击。当地人逃跑，西班牙人在庙里劫掠少许金制的首饰。
但是对德·哥多華来说最重要的“战利品”是两个被俘虏的玛雅人，他们被培训为翻译。两人后来被洗礼为天主教徒。他们伴随德·哥多華继续进发。

#### 继续进发
安东·德·阿拉米诺斯决定沿海岸向西航行，当海岸转向南时他坚信他们是在环绕一座岛屿。船队最大的问题是缺乏饮水。
1517年3月20日他们看到另一个村落。这一天西班牙人庆祝拉撒路节，因此他们称这个村为拉撒路。后来西班牙人在这里建立自己的居民点时他们把这里命名为坎佩切，这个名字来源于玛雅名字“Kann Peech"（蛇螨）。
上次经验使得西班牙人在登陆的时候非常小心。结果在卡多切角的事件重发。西班牙人取水的时候遇到当地人，他们用友好的手势邀请西班牙人去庙宇。很快他们就意识到这里可能是个牺牲人的地方，当越来越多的人聚集，西班牙人怀疑他们要举行这个牺牲人的仪式，因此他们决定回到船上去。
尽管这些经验他们决定不回头，继续沿海岸线航行。

#### 钱波通冲突
一场持续多日的风暴使得德·哥多華的舰队在10天内只向南航行了约60千米。在一条小河（钱波通河）入海口的小湾他们再次登陆。他们登陆的地方相当于今天的钱波通，这个名字来自过去的玛雅名称Chakán Putum。
在这里发生的情况与在卡多切角和坎佩切类似。西班牙人在这里登陆后也遇到当地人，但是由于他们急需饮水，他们决定不顾当地人的威胁在陆上过夜。他们做好战斗准备。清晨他们出击，一开始当地人被吓跑，但是他们的人数远远多于西班牙人。他们从远处向西班牙人射箭、扔标枪和石头。
玛雅人的主要目标是杀西班牙人的首领德·哥多華。德·哥多華受重伤。据说他中10多支箭。西班牙人的情况恶劣。最后玛雅人开始捕捉受伤的西班牙人。他们捕获了两名西班牙人，因此哥多華决定撤退。他们的水桶被扔在岸上，有些人是游回他们的船上的。50名西班牙人丧生，其他5人死在船上。

#### 回到古巴
德·哥多華的远征队丧失了约半数的人员。这样一来他们无法驾驭所有三条船，因此他们烧毁了一条船，驾驶剩下的两条开始回航。
经验丰富的航海家德·阿拉米诺斯建议他们首先去佛罗里达，然后从那里依靠顺风能够更快回到古巴。4天后他们到达佛罗里达时船上的饮水已经殆尽。根据他过去的经验德·哥多華知道当地居民对他们是敌对的，但是无论如何他们必须取水。20人登陆，的确过了一段时间后他们就受到当地人的攻击。但是他们能够从陆上取回足够的水。
他们出发两个多月后德·哥多華的舰队回到古巴哈瓦那附近。10天后德·哥多華因重伤而死。

## 后果
远征队损失了其成员的三分之二。他们没有占领任何新领地，也没有抢劫到财富。但是他们从卡多切角的庙宇带回来的少数金器和他们的描述激发了西班牙人的贪婪。古巴总督迪亞哥·維拉斯奎茲·德·奎亞爾认为埃爾南德斯·德·哥多華的发现价值无限。次年，1518年，他就派胡安·德·格里哈尔瓦率领一支远征队继续德·哥多華开始的对墨西哥的征服。

## 扩展阅读
- 托里比奥·德贝纳文特·莫托里尼亚, Colección Crónicas de América. Dastin, Madrid, 2000, ISBN 84-492-0217-5. At the end of chapter VIII of the third chapter is the reference to the etymologies of Catoche and Yucatán. It is possible that Motolinía was among the first to promulgate the legend about "I don't understand you".
- 埃爾南·科爾特斯, Cartas de relación de la conquista de México. Colección Austral, Espasa-Calpe, 5ª ed., Madrid, 1970. The letter signed by the justicia y regimiento of Veracruz should be added to the letters of Cortés substituting for the lost first letter. It begins (after an introduction in accord with protocol) by mentioning the expedition described in this article.
- 貝爾納爾·迪亞斯·德爾卡斯蒂略. Historia verdadera de la conquista de la Nueva España.  Colección Austral, Espasa-Calpe, 3ª ed., Madrid 1975. Chapters I-VII. This is the primary reference, given the length at which it discusses the expedition and the fact of its author having participated in the preparation of the expedition.
- Kirkpatrick, Frederick Alex. Los conquistadores españoles, 3ª edición, February 2004, ISBN 84-321-3242-X.  Only a few lines about the discovery of Yucatán, at the beginning of Chapter V, in this classic (the original English-language edition was in 1934) about the conquistadors.
- Landa, Fray Diego de, Relación de las cosas de Yucatán. Colección Crónicas de América, Dastin, Madrid, 2002, ISBN 84-492-0227-2. In the first chapters (the original was not separated into chapters, that was done by modern editors) it deals with the etymology of Yucatán and Hernández's expedition, which the author believes started as an expedition to gather slaves for the mines.
  - The Relación de las cosas de Yucatán （页面存档备份，存于） is also available online (in Spanish) as a PDF file on the web site of the European Association of Mayanists （页面存档备份，存于）.
- Madariaga, Salvador de, Hernán Cortés. Grandes biografías. Planeta de Agostini, Madrid, 1995, ISBN 84-395-3817-0 In Chapter VII, Madariaga makes a poetic elegy to the young conquistadors, to whose desire for adventure and disdain for leisure ("to occupy ourselves") he attributes the occasion of the voyage. He accuses only Velázquez of slaving, and believes that the governor had to surrender to the arguments of the rest of the expeditionaries.
- Miralles, Juan, Hernán Cortés, inventor de México. Tiempo de memoria, Tusquets, 4ª ed., Barcelona, 2002. ISBN 84-8310-758-9. In Chapter 1, "el trampolín antillano" ("The Antillean Trampoline"), he briefly describes Hernández's voyage. He writes about the contradiction between a slaving expedition and the presence of Alaminos on of the veedor, and the possibility that Alaminos had unrevealed information about Yucatán, that he had received from Columbus.
- 威廉·普雷斯科特, Historia de la Conquista de México. Papeles del tiempo, Antonio Machado Libros, Madrid, 2004 ISBN 84-7774-237-5. In the first chapter of book II, Prescott briefly narrates the expedition. He gives it as certain that slaving was the object of the expedition, and also discusses the etymology of Yucatán.
- Prescott, William H. . . 1843  [2013-01-01]. （原始内容存档于2012-07-16）.; online English edition
- Díaz del Castillo, Bernal. . J. M. Cohen, trans. and abridged 7th reprint. London: Penguin Classics. 1963 (orig. ca.1568).